# 多賀基史
多賀 基史（たが もとふみ、1977年〈昭和52年〉2月10日 - ）は、東京都出身の俳優、元子役。ATプロダクションに所属していた。
俳優の多賀啓史は、実弟。

## 出演作品

### 映画
- 野ゆき山ゆき海べゆき（1986年） - チビ 役
- タスマニア物語（1990年） - 石沢正一 役

### テレビドラマ
- 火曜サスペンス劇場
  - 影なき殺意（1982年）
  - 弁護士・朝日岳之助 第8作「ぼくは殺ってない」（1996年） - 大下日出男 役
- トラックかあちゃん（1983年）
- オサラバ坂に陽が昇る（1983年） - 河西冬太 役
- 宮本武蔵（1984年） - 弁之助 役
- 事件記者チャボ! 第24話「チャボもあきれたダメ父さん!」（1984年） - 秀 役
- 生きて行く私（1984年） - たかし 役
- 新・大江戸捜査網 第16話「父子星さすらい旅」（1984年） - 小一郎 役
- 木曜ゴールデンドラマ / 千羽鶴幻想（1984年8月9日、読売テレビ） - 誠 役
- 女コロンボ危機一髪（1985年）
- 子連れ刑事（1985年）
- 見込み違い夫婦（1985年）
- 勝手に!カミタマン 第37話「年に一度の片思い」（1985年）
- となりの女（1986年） - 野々木悟 役
- 暴れん坊将軍II 第163話「のぞきは下手な鬼同心!」（1986年） - 直吉（少年期）役
- おじいちゃんの贈り物（1987年）
- 光戦隊マスクマン 第42話「翔べ! いじけ少年の詩」（1987年） - 陽介
- 愛に燃える戦国の女 -豊臣家の人々より-（1988年） - 宇喜多秀家（少年期） 役
- 仮面ライダーBLACK 第44話「タンスの中は海！」（1988年） - イサオ
- 春日局（1989年） - 岡部七之助 役
- NHKスペシャル ドラマ 黄色い髪（1989年）
- 素直な戦士たち
- デパート!秋物語 第6話「いらっしゃいませ! お客様の困った息子さま!!」（1992年） - 上杉 役
- 氷炎 死んでもいい（1997年）
- はぐれ刑事純情派11 第27話「偽証の罠!? 職安で狙われた男」（1998年）
- 傷だらけの女 第7話「悪い女」（1999年）
- ストレートニュース（2000年）
- ウルトラマンコスモス 第8話「乙女の眠り」（2001年） - 前田幸広
- レッド - RED -（2001年）
- ホットマン 第4話「家族全員が危機一髪」（2003年）
- 新選組!（2004年） - 会津藩士 役
- ドラマW（2010年）
  - 誤報
  - マークスの山

### ラジオドラマ
- カラフル（1999年） - 主演：小林真 役